# 貝爾廟

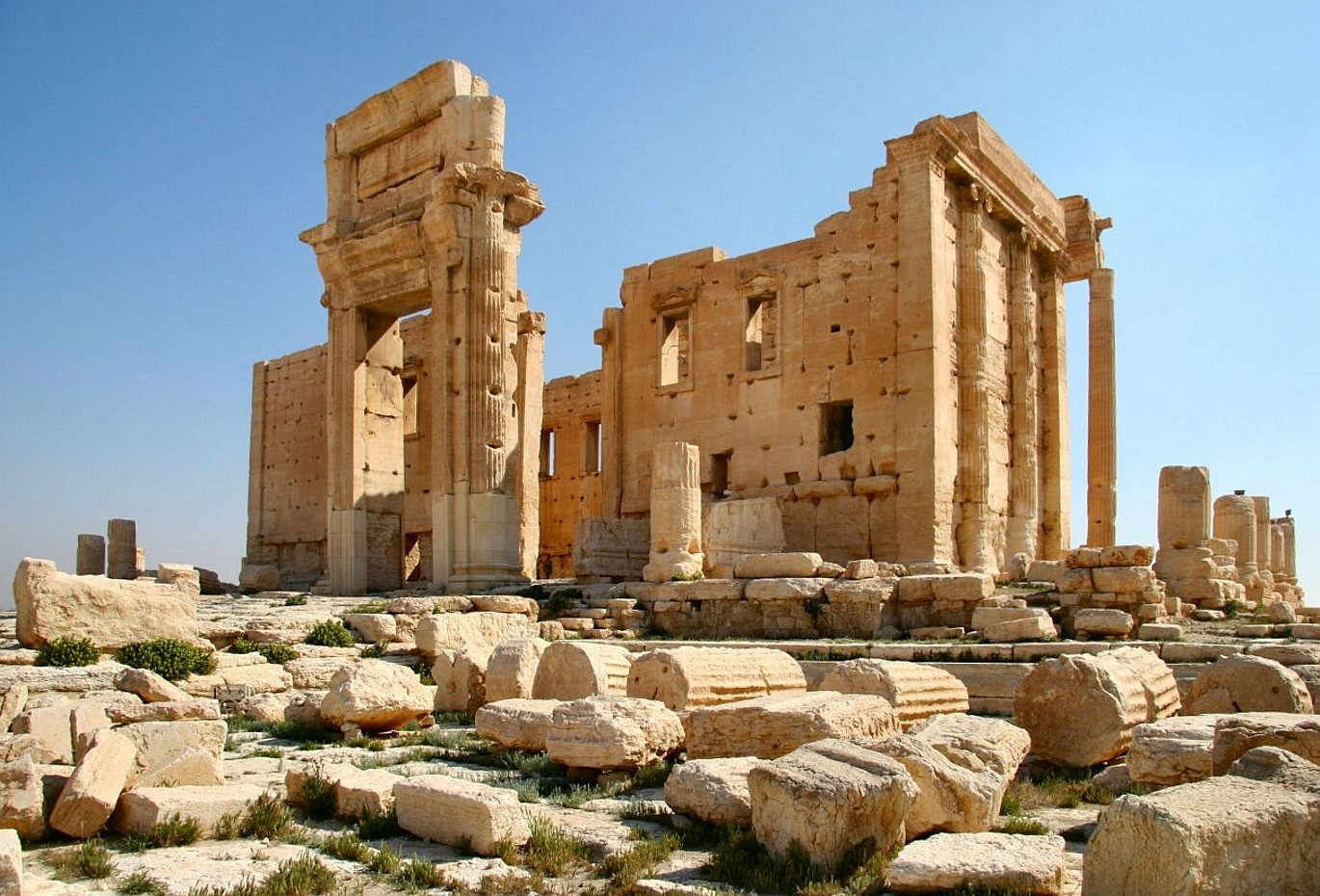
貝爾廟

貝爾廟（阿拉伯语：‎）是一座位於敘利亞巴爾米拉的古羅馬遺跡，約建於公元32年，用於供奉帕爾米拉人的貝爾神。
認為它是巴爾米拉廢墟上的“保存最完好”的遺跡。已於2015年8月30日遭占據敘利亞的伊斯蘭國以炸藥摧毀。

## 外部連結
- Syrian embassy site with history of the site
- Travel site with images （页面存档备份，存于）